# Патаридзе, Зураб Александрович
Зураб Александрович Патаридзе (груз. ზურაბ ალექსანდრეს ძე პატარიძე; 9 сентября 1928 — 5 июня 1982) — грузинский советский государственный деятель. Председатель Совета министров Грузинской ССР (1975—1982).

## Биография
В 1952 году окончил Грузинский политехнический институт. В 1955 году вступил в ряды Компартии.
С октября 1952 года работал начальником смены в горном управлении им. Димитрова в Чиатури. В июне следующего года получил должность начальника участка, в 1957 году — заведующего рудника, в мае 1958 года — главного инженера управления. В конце концов, в 1959 году возглавил горное управление.
В марте 1962 года стал первым секретарем Чиатурского горкома Компартии Грузии. В сентябре 1967 года занял должность инструктора отдела организационно-партийной работы ЦК КПСС. С июня 1972 года — секретарь ЦК Компартии Грузинской ССР.
С декабря 1975 до самой своей смерти в 1982 году возглавлял Совет министров Грузинской ССР.
Депутат Верховного Совета СССР 9-10 созывов. Кандидат в члены ЦК КПСС с 1976 года.
Погиб в автомобильной катастрофе возле села Сартичала 5 июня 1982 года, когда его автомобиль врезался в грузовик, гружёный яблоками. Похоронен в Тбилиси в Пантеоне общественных деятелей в Сабуртало.